# Hubert Böning
Hubert Böning (* 13. Februar 1960 in Hilkerode) ist ein deutscher Jurist und politischer Beamter (CDU). Von 2016 bis 2020 war er Staatssekretär im Ministerium für Justiz und Gleichstellung des Landes Sachsen-Anhalt.

## Leben
Böning, der seit 1978 Mitglied der CDU ist, studierte nach dem Abitur ab 1978 Rechtswissenschaften in Göttingen. Nach seinem ersten juristischen Staatsexamen (1986), einem Referendariat im Bezirk des Oberlandesgerichts Celle und dem zweiten juristischen Staatsexamen (1989) war er zwischen 1989 und 1991 als Staatsanwalt bei der Staatsanwaltschaft Göttingen und Hannover sowie als Richter auf Probe beim Landgericht Göttingen und Amtsgericht Duderstadt tätig.
1991 wurde er Ministerialrat im Ministerium der Justiz des Landes Sachsen-Anhalt und dort 1994 Leiter des Referats „Zivilprozessrecht“, anschließend Oberstaatsanwalt in der Zweigstelle Halberstadt der Staatsanwaltschaft Magdeburg (1996–2004). Ab 2004 war Böning an das Justizministerium in Sachsen-Anhalt abgeordnet, mit einer Verwendung als Ministerialdirigent (2005–2012); ab 2012 war er Abteilungsleiter für Strafrecht im Niedersächsischen Justizministerium. 2014 wurde Böning zum Präsidenten des Landgerichts Braunschweig berufen.
Am 4. Mai 2016 wurde Hubert Böning zum Staatssekretär im Ministerium für Justiz und Gleichstellung des Landes Sachsen-Anhalt ernannt. Am 18. Juni 2020 wurde er in den einstweiligen Ruhestand versetzt. Als Hintergrund hierfür wurde ein Justizversagen bei der versuchten Flucht des Halle-Attentäters Stephan Balliet aus dem Gefängnis Roter Ochse in Halle genannt. Justizministerin Anne-Marie Keding habe das Vertrauen in Bönings Amtsführung verloren.

## Privates
Böning ist verheiratet und hat drei Kinder.